# Calcifilaxia
La calcifilaxia es una enfermedad de los vasos sanguíneos (vasculopatía) rara, aunque grave, con una elevada tasa de morbimortalidad.  Se caracteriza por isquemia y necrosis cutánea secundaria a la calcificación, fibrodisplasia de la íntima y trombosis de pequeñas arteriolas dermoepidérmicas

## Epidemiología
Con mayor frecuencia afecta a pacientes de edad media-avanzada, de sexo femenino, raza blanca, afectados de insuficiencia renal, diabéticos y VIH positivos.